# Großer Preis von Brasilien

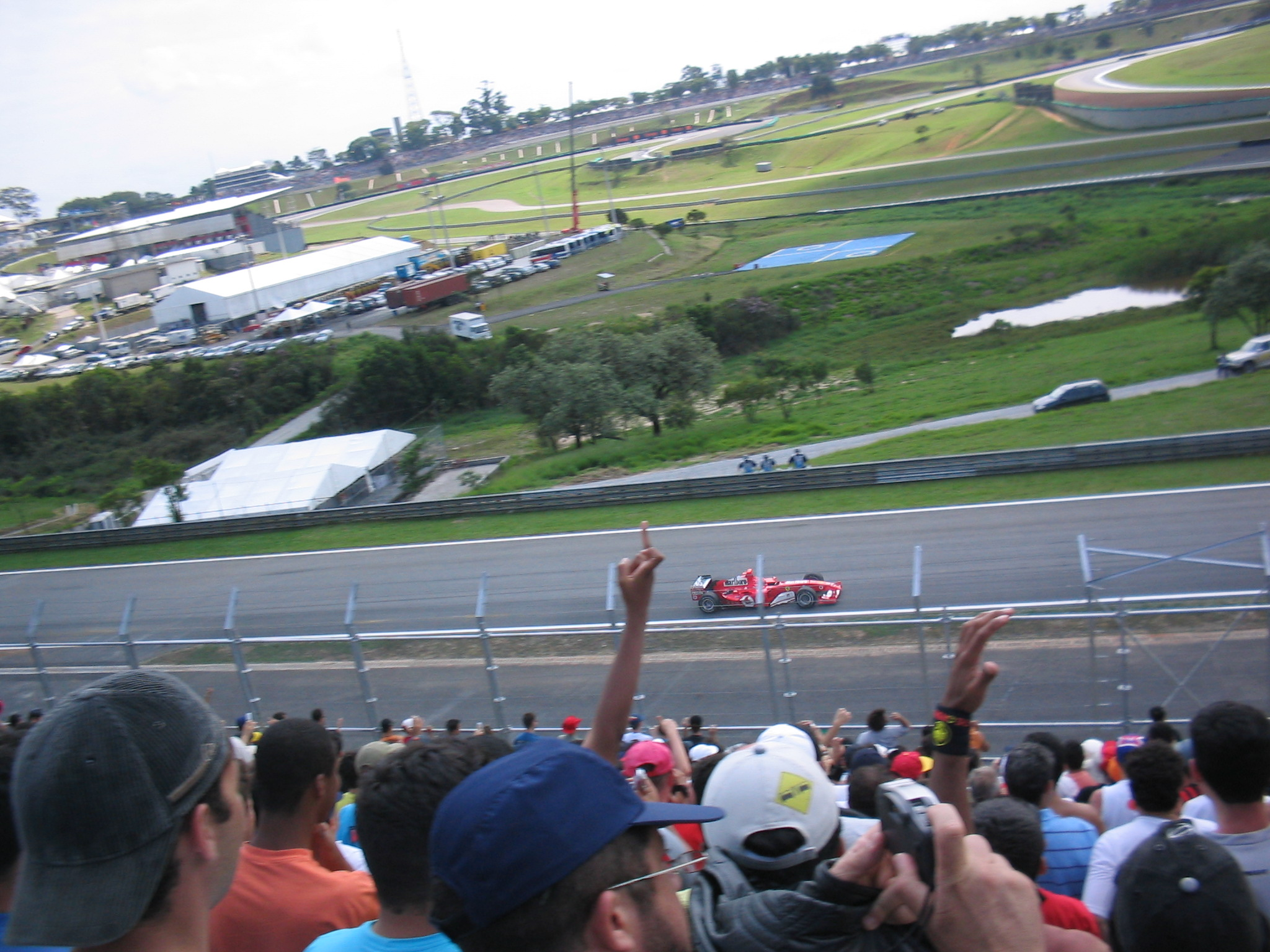
Großer Preis von Brasilien 2004

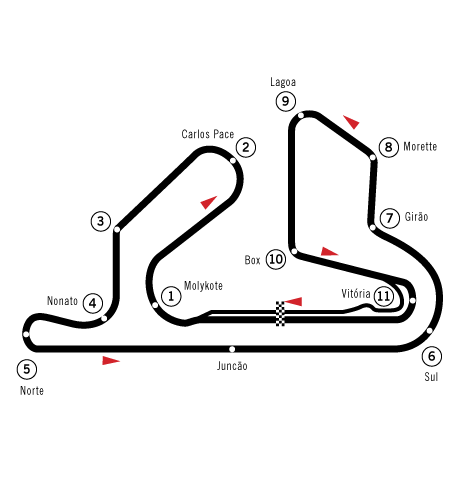
Autódromo Internacional Nelson Piquet

Der Große Preis von Brasilien ist ein Automobilrennen, das zwischen der Saison 1973 und der Saison 2019 zur Formel-1-Weltmeisterschaft zählte. Seit 1990 wurde es auf dem Autódromo José Carlos Pace in Brasilien ausgetragen. Ab der Formel-1-Weltmeisterschaft 2021 trägt das Rennen die Bezeichnung Großer Preis von São Paulo.

## Geschichte
Erstmals wurde 1972 ein nicht zur Weltmeisterschaft zählender Grand Prix auf der Rennstrecke Autódromo José Carlos Pace zwölf Kilometer außerhalb von São Paulos Stadtkern im Stadtbezirk Parelheiros ausgetragen. Nach ihrer Lage zwischen zwei Stauseen wird die Rennstrecke auch Interlagos genannt. Bis 1977 fand das Rennen dort jährlich statt. Im Jahr 1978 und von 1981 bis 1989 war der Rennkurs Autódromo Internacional Nelson Piquet in Rio de Janeiro regelmäßiger Austragungsort. Dagegen wurden 1979 und 1980 sowie seit 1990 die Formel-1-Rennen um den Großen Preis von Brasilien wieder auf dem Autódromo José Carlos Pace veranstaltet.
2019 wurden Pläne veröffentlicht, den Großen Preis von Brasilien ab der Formel-1-Weltmeisterschaft 2021 auf einer neugebauten Rennstrecke in Rio de Janeiro stattfinden zu lassen. Der Bau dieser geplanten Rennstrecke war jedoch mit einer Teilabholzung des Camboata-Regenwalds verbunden, wodurch es sowohl in der brasilianischen Bevölkerung, als auch von Seiten der Formel-1-Fahrer zu Kritik gekommen ist. Im am 10. November 2020 veröffentlichten provisorischen Rennkalender der Saison 2021 wurde schlussendlich jedoch das Autódromo José Carlos Pace in São Paulo gelistet. Mit der Bestätigung des Rennkalenders 2021 durch den Weltrat der FIA am 17. Dezember 2020 wurde bekannt, dass ab 2021 für mindestens weitere fünf Jahre in São Paulo gefahren werden soll. Der Große Preis soll jedoch fortan die Bezeichnung Großer Preis von São Paulo tragen.

## Sonstiges
Die Veranstalter lassen immer wieder nationale Sportgrößen das Rennen mit der schwarz-weiß karierten Flagge abwinken. 2001 war es der Fußballspieler Pelé, 2009 konnte Felipe Massa, wenn auch aus gesundheitlichen Gründen nicht im Rennwagen, dann doch auf dem Zielrichterpodest das Rennen beenden.
Für 2020 wurde das Rennen der Formel-1 aufgrund der COVID-19-Pandemie abgesagt.

## Ergebnisse
| Auflage | Jahr | Strecke                                 | Sieger                                  | Zweiter                                  | Dritter                                    | Pole-Position                           | Schnellste Runde                                           |
| ------- | ---- | --------------------------------------- | --------------------------------------- | ---------------------------------------- | ------------------------------------------ | --------------------------------------- | ---------------------------------------------------------- |
| 01      | 1972 | São Paulo                               | Carlos Reutemann (Brabham-Ford)         | Ronnie Peterson (March-Ford)             | Wilson Fittipaldi (Brabham-Ford)           | Emerson Fittipaldi (Lotus-Ford)         | Emerson Fittipaldi (Lotus-Ford)                            |
| 02      | 1973 | São Paulo                               | Emerson Fittipaldi (Lotus-Ford)         | Jackie Stewart (Tyrrell-Ford)            | Denis Hulme (McLaren-Ford)                 | Ronnie Peterson (Lotus-Ford)            | Emerson Fittipaldi (Lotus-Ford) Denis Hulme (McLaren-Ford) |
| 03      | 1974 | São Paulo                               | Emerson Fittipaldi (McLaren-Ford)       | Clay Regazzoni (Ferrari)                 | Jacky Ickx (Lotus-Ford)                    | Emerson Fittipaldi (McLaren-Ford)       | Clay Regazzoni (Ferrari)                                   |
| 04      | 1975 | São Paulo                               | Carlos Pace (Brabham-Ford)              | Emerson Fittipaldi (McLaren-Ford)        | Jochen Mass (McLaren-Ford)                 | Jean-Pierre Jarier (Shadow-Ford)        | Jean-Pierre Jarier (Shadow-Ford)                           |
| 05      | 1976 | São Paulo                               | Niki Lauda (Ferrari)                    | Patrick Depailler (Tyrrell-Ford)         | Tom Pryce (Shadow-Ford)                    | James Hunt (McLaren-Ford)               | Jean-Pierre Jarier (Shadow-Ford)                           |
| 06      | 1977 | São Paulo                               | Carlos Reutemann (Ferrari)              | James Hunt (McLaren-Ford)                | Niki Lauda (Ferrari)                       | James Hunt (McLaren-Ford)               | James Hunt (McLaren-Ford)                                  |
|         |      |                                         |                                         |                                          |                                            |                                         |                                                            |
| 07      | 1978 | Rio de Janeiro                          | Carlos Reutemann (Ferrari)              | Emerson Fittipaldi (Fittipaldi-Ford)     | Niki Lauda (Brabham-Alfa Romeo)            | Ronnie Peterson (Lotus-Ford)            | Carlos Reutemann (Ferrari)                                 |
|         |      |                                         |                                         |                                          |                                            |                                         |                                                            |
| 08      | 1979 | São Paulo                               | Jacques Laffite (Ligier-Ford)           | Patrick Depailler (Ligier-Ford)          | Carlos Reutemann (Lotus-Ford)              | Jacques Laffite (Ligier-Ford)           | Jacques Laffite (Ligier-Ford)                              |
| 09      | 1980 | São Paulo                               | René Arnoux (Renault)                   | Elio de Angelis (Lotus-Ford)             | Alan Jones (Williams-Ford)                 | Jean-Pierre Jabouille (Renault)         | René Arnoux (Renault)                                      |
|         |      |                                         |                                         |                                          |                                            |                                         |                                                            |
| 10      | 1981 | Rio de Janeiro                          | Carlos Reutemann (Williams-Ford)        | Alan Jones (Williams-Ford)               | Riccardo Patrese (Arrows-Ford)             | Nelson Piquet (Brabham-Ford)            | Marc Surer (Ensign-Ford)                                   |
| 11      | 1982 | Rio de Janeiro                          | Alain Prost (Renault)                   | John Watson (McLaren-Ford)               | Nigel Mansell (Lotus-Ford)                 | Alain Prost (Renault)                   | Alain Prost (Renault)                                      |
| 12      | 1983 | Rio de Janeiro                          | Nelson Piquet (Brabham-BMW)             | —1                                       | Niki Lauda (McLaren-Ford)                  | Keke Rosberg (Williams-Ford)            | Nelson Piquet (Brabham-BMW)                                |
| 13      | 1984 | Rio de Janeiro                          | Alain Prost (McLaren-TAG)               | Keke Rosberg (Williams-Honda)            | Elio de Angelis (Lotus-Renault)            | Elio de Angelis (Lotus-Renault)         | Alain Prost (McLaren-TAG)                                  |
| 14      | 1985 | Rio de Janeiro                          | Alain Prost (McLaren-TAG)               | Michele Alboreto (Ferrari)               | Elio de Angelis (Lotus-Renault)            | Michele Alboreto (Ferrari)              | Alain Prost (McLaren-TAG)                                  |
| 15      | 1986 | Rio de Janeiro                          | Nelson Piquet (Williams-Honda)          | Ayrton Senna (Lotus-Renault)             | Jacques Laffite (Ligier-Renault)           | Ayrton Senna (Lotus-Renault)            | Nelson Piquet (Williams-Honda)                             |
| 16      | 1987 | Rio de Janeiro                          | Alain Prost (McLaren-TAG)               | Nelson Piquet (Williams-Honda)           | Stefan Johansson (McLaren-TAG)             | Nigel Mansell (Williams-Honda)          | Nelson Piquet (Williams-Honda)                             |
| 17      | 1988 | Rio de Janeiro                          | Alain Prost (McLaren-Honda)             | Gerhard Berger (Ferrari)                 | Nelson Piquet (Lotus-Honda)                | Ayrton Senna (McLaren-Honda)            | Gerhard Berger (Ferrari)                                   |
| 18      | 1989 | Rio de Janeiro                          | Nigel Mansell (Ferrari)                 | Alain Prost (McLaren-Honda)              | Maurício Gugelmin (March-Judd)             | Ayrton Senna (McLaren-Honda)            | Riccardo Patrese (Williams-Renault)                        |
|         |      |                                         |                                         |                                          |                                            |                                         |                                                            |
| 19      | 1990 | São Paulo                               | Alain Prost (Ferrari)                   | Gerhard Berger (McLaren-Honda)           | Ayrton Senna (McLaren-Honda)               | Ayrton Senna (McLaren-Honda)            | Gerhard Berger (McLaren-Honda)                             |
| 20      | 1991 | São Paulo                               | Ayrton Senna (McLaren-Honda)            | Riccardo Patrese (Williams-Renault)      | Gerhard Berger (McLaren-Honda)             | Ayrton Senna (McLaren-Honda)            | Nigel Mansell (Williams-Renault)                           |
| 21      | 1992 | São Paulo                               | Nigel Mansell (Williams-Renault)        | Riccardo Patrese (Williams-Renault)      | Michael Schumacher (Benetton-Ford)         | Nigel Mansell (Williams-Renault)        | Riccardo Patrese (Williams-Renault)                        |
| 22      | 1993 | São Paulo                               | Ayrton Senna (McLaren-Ford)             | Damon Hill (Williams-Renault)            | Michael Schumacher (Benetton-Ford)         | Alain Prost (Williams-Renault)          | Michael Schumacher (Benetton-Ford)                         |
| 23      | 1994 | São Paulo                               | Michael Schumacher (Benetton-Ford)      | Damon Hill (Williams-Renault)            | Jean Alesi (Ferrari)                       | Ayrton Senna (Williams-Renault)         | Michael Schumacher (Benetton-Ford)                         |
| 24      | 1995 | São Paulo                               | Michael Schumacher (Benetton-Renault)   | David Coulthard (Williams-Renault)       | Gerhard Berger (Ferrari)                   | Damon Hill (Williams-Renault)           | Michael Schumacher (Benetton-Renault)                      |
| 25      | 1996 | São Paulo                               | Damon Hill (Williams-Renault)           | Jean Alesi (Benetton-Renault)            | Michael Schumacher (Ferrari)               | Damon Hill (Williams-Renault)           | Damon Hill (Williams-Renault)                              |
| 26      | 1997 | São Paulo                               | Jacques Villeneuve (Williams-Renault)   | Gerhard Berger (Benetton-Renault)        | Olivier Panis (Prost-Mugen-Honda)          | Jacques Villeneuve (Williams-Renault)   | Jacques Villeneuve (Williams-Renault)                      |
| 27      | 1998 | São Paulo                               | Mika Häkkinen (McLaren-Mercedes)        | David Coulthard (McLaren-Mercedes)       | Michael Schumacher (Ferrari)               | Mika Häkkinen (McLaren-Mercedes)        | Mika Häkkinen (McLaren-Mercedes)                           |
| 28      | 1999 | São Paulo                               | Mika Häkkinen (McLaren-Mercedes)        | Michael Schumacher (Ferrari)             | Heinz-Harald Frentzen (Jordan-Mugen-Honda) | Mika Häkkinen (McLaren-Mercedes)        | Mika Häkkinen (McLaren-Mercedes)                           |
| 29      | 2000 | São Paulo                               | Michael Schumacher (Ferrari)            | Giancarlo Fisichella (Benetton-Playlife) | Heinz-Harald Frentzen (Jordan-Mugen-Honda) | Mika Häkkinen (McLaren-Mercedes)        | Michael Schumacher (Ferrari)                               |
| 30      | 2001 | São Paulo                               | David Coulthard (McLaren-Mercedes)      | Michael Schumacher (Ferrari)             | Nick Heidfeld (Sauber-Petronas)            | Michael Schumacher (Ferrari)            | Ralf Schumacher (Williams-BMW)                             |
| 31      | 2002 | São Paulo                               | Michael Schumacher (Ferrari)            | Ralf Schumacher (Williams-BMW)           | David Coulthard (McLaren-Mercedes)         | Juan Pablo Montoya (Williams-BMW)       | Juan Pablo Montoya (Williams-BMW)                          |
| 32      | 2003 | São Paulo                               | Giancarlo Fisichella (Jordan-Ford)      | Kimi Räikkönen (McLaren-Mercedes)        | Fernando Alonso (Renault)                  | Rubens Barrichello (Ferrari)            | Rubens Barrichello (Ferrari)                               |
| 33      | 2004 | São Paulo                               | Juan Pablo Montoya (Williams-BMW)       | Kimi Räikkönen (McLaren-Mercedes)        | Rubens Barrichello (Ferrari)               | Rubens Barrichello (Ferrari)            | Juan Pablo Montoya (Williams-BMW)                          |
| 34      | 2005 | São Paulo                               | Juan Pablo Montoya (McLaren-Mercedes)   | Kimi Räikkönen (McLaren-Mercedes)        | Fernando Alonso (Renault)                  | Fernando Alonso (Renault)               | Kimi Räikkönen (McLaren-Mercedes)                          |
| 35      | 2006 | São Paulo                               | Felipe Massa (Ferrari)                  | Fernando Alonso (Renault)                | Jenson Button (Honda)                      | Felipe Massa (Ferrari)                  | Michael Schumacher (Ferrari)                               |
| 36      | 2007 | São Paulo                               | Kimi Räikkönen (Ferrari)                | Felipe Massa (Ferrari)                   | Fernando Alonso (McLaren-Mercedes)         | Felipe Massa (Ferrari)                  | Kimi Räikkönen (Ferrari)                                   |
| 37      | 2008 | São Paulo                               | Felipe Massa (Ferrari)                  | Fernando Alonso (Renault)                | Kimi Räikkönen (Ferrari)                   | Felipe Massa (Ferrari)                  | Felipe Massa (Ferrari)                                     |
| 38      | 2009 | São Paulo                               | Mark Webber (Red Bull-Renault)          | Robert Kubica (BMW Sauber)               | Lewis Hamilton (McLaren-Mercedes)          | Rubens Barrichello (Brawn-Mercedes)     | Mark Webber (Red Bull-Renault)                             |
| 39      | 2010 | São Paulo                               | Sebastian Vettel (Red Bull-Renault)     | Mark Webber (Red Bull-Renault)           | Fernando Alonso (Ferrari)                  | Nico Hülkenberg (Williams-Cosworth)     | Lewis Hamilton (McLaren-Mercedes)                          |
| 40      | 2011 | São Paulo                               | Mark Webber (Red Bull-Renault)          | Sebastian Vettel (Red Bull-Renault)      | Jenson Button (McLaren-Mercedes)           | Sebastian Vettel} (Red Bull-Renault)    | Mark Webber (Red Bull-Renault)                             |
| 41      | 2012 | São Paulo                               | Jenson Button (McLaren-Mercedes)        | Fernando Alonso (Ferrari)                | Felipe Massa (Ferrari)                     | Lewis Hamilton} (McLaren-Mercedes)      | Lewis Hamilton} (McLaren-Mercedes)                         |
| 42      | 2013 | São Paulo                               | Sebastian Vettel (Red Bull-Renault)     | Mark Webber (Red Bull-Renault)           | Fernando Alonso (Ferrari)                  | Sebastian Vettel (Red Bull-Renault)     | Mark Webber (Red Bull-Renault)                             |
| 43      | 2014 | São Paulo                               | Nico Rosberg (Mercedes)                 | Lewis Hamilton (Mercedes)                | Felipe Massa (Williams-Mercedes)           | Nico Rosberg (Mercedes)                 | Lewis Hamilton (Mercedes)                                  |
| 44      | 2015 | São Paulo                               | Nico Rosberg (Mercedes)                 | Lewis Hamilton (Mercedes)                | Sebastian Vettel (Ferrari)                 | Nico Rosberg (Mercedes)                 | Lewis Hamilton (Mercedes)                                  |
| 45      | 2016 | São Paulo                               | Lewis Hamilton (Mercedes)               | Nico Rosberg (Mercedes)                  | Max Verstappen (Red Bull-TAG Heuer)        | Lewis Hamilton (Mercedes)               | Max Verstappen (Red Bull-TAG Heuer)                        |
| 46      | 2017 | São Paulo                               | Sebastian Vettel (Ferrari)              | Valtteri Bottas (Mercedes)               | Kimi Räikkönen (Ferrari)                   | Valtteri Bottas (Mercedes)              | Max Verstappen (Red Bull-TAG Heuer)                        |
| 47      | 2018 | São Paulo                               | Lewis Hamilton (Mercedes)               | Max Verstappen (Red Bull-TAG Heuer)      | Kimi Räikkönen (Ferrari)                   | Lewis Hamilton (Mercedes)               | Valtteri Bottas (Mercedes)                                 |
| 48      | 2019 | São Paulo                               | Max Verstappen (Red Bull-Honda)         | Pierre Gasly (Toro Rosso-Honda)          | Carlos Sainz jr. (McLaren-Renault)         | Max Verstappen (Red Bull-Honda)         | Valtteri Bottas (Mercedes)                                 |
|         | 2020 | abgesagt aufgrund der COVID-19-Pandemie | abgesagt aufgrund der COVID-19-Pandemie | abgesagt aufgrund der COVID-19-Pandemie  | abgesagt aufgrund der COVID-19-Pandemie    | abgesagt aufgrund der COVID-19-Pandemie | abgesagt aufgrund der COVID-19-Pandemie                    |

| Legende   | Legende                                                                                              | Legende                                                     |
| Abkürzung | Klasse                                                                                               | Kommentar                                                   |
| --------- | --- | ----------------------------------------------------------- |
| F1        | Formel 1                                                                                             | Formel-1-Weltmeisterschaft ab 1950                          |
| F2        | Formel 2                                                                                             |                                                             |
| FL        | Formula libre                                                                                        | Fahrzeugklasse in der Regel vom Veranstalter ausgeschrieben |
| SW        | Sportwagen                                                                                           |                                                             |
| TW        | Tourenwagen                                                                                          |                                                             |
| GP        | Grand-Prix-Fahrzeuge                                                                                 |                                                             |
|           | ↓ Durchgehende graue Linien zeigen an, wann in der Geschichte auf einem neuen Kurs gefahren wurde. ↓ |                                                             |
|           | |                                                             |
|           | Einträge mit hellrotem Hintergrund waren keine Läufe zur Automobil- bzw. Formel-1-Weltmeisterschaft. |                                                             |
|           | Einträge mit gelbem Hintergrund waren Läufe zur Europameisterschaft.                                 |                                                             |

1 Keke Rosberg kam auf dem zweiten Platz ins Ziel. Nach seiner Disqualifikation rückten die anderen Piloten nicht auf und der zweite Platz wurde nicht vergeben.